# Peller Mariann (producer)
Peller Mariann (Budapest, 1973. június 16. –) a Virtuózok producere.

## Élete
Szülei Peller János  és Tócsán Rozália. 
Testvérei: Peller jános és peller Beáta
Gyermekei: Márk (1997), Ádám (1999) és Dalma (2012).
Iskoláit a Pilisvörösvári Általános Iskola német nemzetiségi osztályában (1987), majd a Bem József Óvónői Szakközépiskolában végezte (1991). Ezt követően a müncheni Business Schuléban tanult nemzetgazdaságtant (1996), majd pedig a budapesti Zsigmond Király Főiskola nemzetközi kapcsolatok szakára járt 2003-ban.

## Szakmai karrierje
Budapest III. kerületi óvodákban dolgozott óvónőként (1991–92), ezt követően a német NEC GmbH. értékesítési csoportvezetője volt (1994–96). A SFB Bauconsult Kft.-nél két éven át német szaktolmács (1996–98), majd a Mark Consulting Kft., értékesítési igazgatója lett (1998–2003).
2004-től saját vállalkozásokkal alapozta meg hírnevét az üzleti életben: az Exclusive Marketing Kft. ügyvezető igazgatója, majd a Számlaközpont Zrt. alapító tulajdonosa. A reklám-marketing területen sikert sikerre halmozó Bunt 24 Kft. (2017-től Művészeti Szilícium Völgy Kft., a fő profilja az előadóművészet lett), melynek tulajdonos-ügyvezető igazgatója. 2013 fontos váltást hozott a szakmai életében, ekkor fordult a komolyzenei tehetségkutatás felé. Megalapította a Classic Talents Hungary Kft.-t, amelynek azóta is tulajdonos-ügyvezető igazgatója, 2018-ban pedig a Virtuosos Holding Ltd.-t, melynek vezérigazgatója. A többek közt klasszikus zenei tehetségek felkarolásával foglalkozó Kis Virtuózok Alapítvány alapítója és titkára.
Peller Mariann az alapítás után elsőként kapta meg a Dohnányi Ernő-díjat, amelyet a Duna Médiaszolgáltató kuratóriuma olyanoknak ítél oda, akik támogatásukkal és munkájukkal tevékenyen hozzájárulnak ahhoz, hogy a magyar közszolgálati média betöltse nemzeti és kulturális küldetését. A díjjal járó pénzjutalmat a Kis Virtuózok Alapítvàny számára ajánlotta fel.

## Fontos hatások, életét befolyásoló tényezők
Sokat jelentett számára a sváb családi háttér, rokonai egy része Münchenben él. Apai nagyanyja, Wohlmuth Mária korának ismert népdalénekese volt, sváb népdalok feldolgozásával foglalkozott. Már gimnazistaként érdekelte a közgazdaságtan, de olyasmit szeretett volna tanulni, ami Magyarországon újnak számít, ezért az érettségi után Münchenben folytatta tanulmányait. Már az iskolai évek alatt is dolgozott Németországban, az értékesítés területén szerzett fontos nemzetközi tapasztalatokat. Hazatérve a klasszikus zenei élet felé fordult az érdeklődése.
További marketingtanulmányok során szerzett nemzetközi zenei menedzsment ismereteit kamatoztatva az ő szervezésében valósult meg többek között Richard Clayderman, a 2Cellos, a The Piano Guys és Ennio Morricone budapesti koncertje. Nemzetközi és a hazai koncertszervezési tapasztalatai azt mutatták, hogy a klasszikus zene iránti érdeklődés, az aktívan koncertre járó közönség köre egyre csökken. Ezen túl, mivel a hazai fiatal zenészek közül is egyre többen szerződtek külföldre, a klasszikus zenét művelők között is alig akadt utánpótlás Magyarországon.

## A Virtuózok műsor létrehozása
Ezen tapasztalatok vezették arra, hogy a televíziós tehetségkutatók sikerét látva megfoganjon Peller Mariann fejében a világ első klasszikus zenei televíziós tehetségkutató műsorának ötlete. Alapos piackutatás és más műsorok elemzése után, amelyhez kiváló szakemberek segítségét is kérte, kialakította a Virtuózok műsorsorozat formátumát.
Több hazai tévécsatorna is érdeklődött a megvalósítás iránt, de Peller Mariann úgy vélte, egy komolyzenei tehetségkutatónak a közszolgálati Magyar Televízióban a helye. Sikerült egy teljes mértékben hiteles szakmai zsűrit megnyernie a műsornak, melynek tagjai többek közt Miklósa Erika operaénekes, Kesselyák Gergely karmester és Batta András zenetudós. Már az első széria hatalmas sikert hozott, a Virtuózok az MTVA legnézettebb műsora volt 2014-ben. A legnagyobb különbség a hasonló műsorokkal szemben, hogy a Virtuózok nem létrehozza, hanem felfedezi a tehetségeket. A műsor után sem hagyja magukra a felfedezett tehetségeket. Peller Mariann fontosnak tartja, hogy segítse a műsorban feltűnt fiatalok pályafutását.

## Kis Virtuózok Alapítvány
E cél érdekében hozta létre a Kis Virtuózok Alapítványt Batta Andrással, Miklósa Erikával, a Batthyány családdal, Molnár Levente operaénekessel és Plácido Domingo menedzserével, Nicholas Markóval közösen. A Virtuózok producere ugyanis azt vallja, hogy a Virtuózok nem csupán egy műsor, hanem mozgalom, és a valódi munka a televízió műsor után kezdődik. A Virtuózok értékteremtő erejét már számos piacvezető cég is felismerte, az Erste Banktól a Neckermann Magyarországon át az Armel Opera Festivalig, és támogatja az alapítványt. Peller Mariann ötletének sikerességét mi sem bizonyítja jobban, mint az, hogy az első széria után 14 százalékkal emelkedett a zeneiskolákba jelentkezők száma, mert ez azt jelenti, a fiatalok úgy látják, a komolyzene is lehet trendi. A szintén rendkívül sikeres második évadtól kezdve a verseny abszolút győztese a klasszikus zene egyik fellegvárában, a New York-i Carnegie Hallban adhat koncertet. A korosztályos nyertesek pedig, ahogy az első évad győztesei és különdíjasa is, a világ legismertebb koncerttermeiben adhatnak önálló koncertet a szintén New Yorkban található Avery Fisher Halltól a Berlin Filharmónia koncerttermében, vagy például a London Mozart Playersszel közösen Londonban. A Virtuózok tehetségei rendszeresen eljutnak a világ olyan fontos komolyzenei helyszíneire, mint Brüsszel, Tokió, Párizs, Strasbourg vagy Brüsszel, valamint Olaszország több városába, Pakisztánba és több ízben Kínába is.

### A Kis Virtuózok Alapítvány karitatív munkája
A Peller Mariann által életre hívott alapítvány ösztöndíjakkal, hangszervásárlással, hazai és külföldi koncertek szervezésével, menedzsment ismeretek átadásával segíti az ifjú művészeket. Ilyen emlékezetes pillanatok voltak, amikor 2014-ben egy gyógyíthatatlan beteg versenyzőt, Kormányos Vanesszát megajándékozták egy értékes hegedűvel, illetve szintén az ő gyógykezelésének javára jótékonysági árverést szerveztek. Szintén több nehéz anyagi körülmények között élő fiatal tehetségnek adományoztak hangszert, például Kiss Zolinak, Jakab Rolandnak, Teo Gertlernek és Bonino Anna-Sofiának, akinek a hegedű mellett a szklerózis multiplex betegsége kezelésérnek javára jótékonysági aukciót is tartottak.
A Kis Virtuózok Alapítvány minden évben három kiemelkedő zenepedagógusnak adja át a Legjobb zenetanár díjat.
Az alapítvány által támogatott tehetségek rendszeresen magyarországi és külföldi mesterkurzusokra juthatnak el.

## Külföldi terjesztés
Peller Mariann-nak a kezdetektől három kiemelt célja van a Virtuózokkal:
- a komolyzene minél szélesebb körben való népszerűsítése,
- tehetséges fiatal zenészek felfedezése és támogatása a pályára kerülésükben, illetve további lehetőségeket biztosítása a zenei pályán,
- külföldön is terjeszteni a műsorformátumot, hogy a világ számos országában működjön a tehetségkutató.

Az ötlet eredetiségét jelzi, hogy jelentős nemzetközi érdeklődés mutatkozik a műsor formátum iránt. 2016-ban szerződést kötöttek az amerikai Dick Clark Productions céggel, amely többek között Michael Jackson és Madonna karrierjének elindítója volt, illetve a Golden Globe díj jogtulajdonosa is, hogy közösen értékesítik a Virtuózok formátumot. 2020-tól Kínában és az Egyesült Államokban is lesz Virtuózok, mely hatalmas siker, hiszen magyar televíziós produkció még nem hódította meg a világot.
Peller Mariann producer arra nagyon ügyel, hogy soha ne adják el a műsort, szeretné ha Magyarország egyik kultúrexport terméke lehetne. A műsor elkészítésénél a felügyeleti jogot minden országban megtartja. A tehetségkutató műsorformátum szabályait egy hatszáz oldalas, minden részletre kiterjedő formátumkézikönyvben fektették le.
2018 májusában került bejelentésre a hír[11], hogy a Virtuózok tehetségkutató licencjogait a Fulwell 73 – amely olyan híres tévéműsorok gyártója, mint a Sounds Like Friday Night, a The Late Show és a Roast Battle – szerezte meg, hogy elkészítse a műsor nemzetközi verzióját, elsőként az Egyesült Királyságban és az Egyesült Államokban. Plácido Domingo világhírű spanyol tenor az angliai székhelyű Virtuosos Holding Ltd. részvénytulajdonosává vált, amely a Virtuózok televíziós formátum nemzetközi jogainak tulajdonosa.

## Világhírű szakmai támogatók
A világhírű énekes, Plácido Domingo a megvalósult produkciót és a fiatal tehetségeket látva maximális elismeréssel nyilatkozta, hogy egyedülálló műsor a Virtuózok. Maestro Domingo a kezdeményezés nagy rajongója lett, fellépett a Virtuózok műsor tehetségeivel együtt a Budapest Sportarénában, illetve több ízben találkozott az ifjú tehetségekkel és meghallgatta őket. A klasszikus zenei tehetségkutatót továbbá olyan nemzetközileg elismert zenészek támogatják, illetve szerepeltek együtt a műsor tehetségeivel, mint Vadim Repin, Gilles Apap, a 2Cellos, The Piano Guys, Sarah Brightman, Alexander Rybak, Várdai István és Bogányi Gergely.

## Tehetségközpont, zeneoktatás
A producerasszony tévés produkción túlmutató terve, hogy egy magyarországi tehetségközpontot és egy világszerte működő zeneiskolai franchise-t hozzanak létre, melyek a méltán híres Kodály-módszerre épülnek.

## Elismerések
- 2017 Magyar Arany Érdemkereszt
- 2015 Kamera Korrektúra 2. díj
- 2018 Dohnányi Ernő-díj